# اندرو نوز (اجرایی)
اندرو نوز (انگلیسی: Andrew Lack؛ زادهٔ ۱۶ مهٔ ۱۹۴۷) روزنامه‌نگار، و تهیه‌کننده تلویزیونی اهل ایالات متحده آمریکا است.